# Ermilate
Ermilate (franska: Ermilate (CR), Ermilate (Commune Rurale), arabiska: اثنين املو) är en kommun i Marocko.   Den ligger i provinsen Sidi Kacem och regionen Rabat-Salé-Kénitra, i den norra delen av landet, 80 km nordost om huvudstaden Rabat. Antalet invånare är 15 303.